# Schermau
Schermau ist ein Gemeindeteil in der Gemarkung Frauenbiburg der Kreisstadt Dingolfing im niederbayerischen Landkreis Dingolfing-Landau.

## Geographie
Das Dorf Schermau liegt etwa drei Kilometer südlich von Dingolfing im Isar-Inn-Hügelland. Der Ort wird vom Schermauer Graben durchflossen. Schermau hatte nach Angabe des Melderegisters der Stadt Dingolfing zum Stichtag 30. Juni 2018 eine Bevölkerung am Hauptwohnsitz von 452. Das ist eine Zunahme von mehr als 80 Prozent gegenüber der Volkszählung vom 25. Mai 1987, als 249 Einwohner festgestellt wurden. Diese Zunahme ist der Ausweisung von Baugebieten geschuldet.

## Geschichte
Schon im 10. Jahrhundert war das Gut Schermau vorhanden. Es handelte sich dabei um ein Vorwerk, das unter anderem die Stadt Dingolfing mit Lebensmitteln versorgte. Das Gut bestand aus mehreren Bauernhöfen, die von einem großen Meierhof aus organisiert wurden. Alle Bauern im Dorf waren Arbeiter auf dem Landgut.
Inhaber der Hofmark Schermau im Landgericht Dingolfing waren im 14. und 15. Jahrhundert die Schermer. Jacob Schermer verkaufte 1444 Dorf und Hofmark an Herzog Heinrich den Reichen. 1486 ging die Hofmark an das Kloster Niederaltaich über. Im 16. Jahrhundert war das Gut im Besitz der Patzinger, dann bis in das 19. Jahrhundert der Grießenbeck. In der Nachfolge der Hofmark wurde 1818 das bis 1848 bestehende Patrimonialgericht II. Klasse Schermau errichtet. 1847 wurden die Grafen von Waldkirch Besitzer von Schermau, im frühen 20. Jahrhundert fiel das Schloss durch Erbschaft an Konrad von Malsen-Waldkirch aus der Familie der Freiherren von Malsen.
Mit der Gemeindebildung im Jahr 1818 wurde Schermau zunächst eine eigene Gemeinde. Am 21. November 1827 erfolgte die Zusammenlegung mit der Gemeinde Frauenbiburg. Der Name der neuen Gemeinde lautete ebenso Frauenbiburg. Bis ins 20. Jahrhundert hinein wurde der Gutsbetrieb fortgeführt. Erst dann übertrug man die Ländereien des Gutes anderen Bauern. Im Zuge der Gebietsreform kam Schermau am 1. Januar 1972 mit dem größeren Teil der Gemeinde Frauenbiburg zur Stadt Dingolfing. Zu Beginn des 21. Jahrhunderts befand sich in den Räumlichkeiten von Gut Schermau eine Einrichtung der Erwachsenenbildung, die am 11. Dezember 2011 geschlossen wurde.

## Sehenswürdigkeiten
- Schloss Schermau. Die rechteckige Anlage mit Walmdach und runden Ecktürmchen wurde im 18. Jahrhundert an der Stelle eines früheren Schlosses erbaut. Das Gebäude misst im Grundriss 22 mal 16 Meter, ohne die Ecktürmchen mit einem Durchmesser von jeweils fünf Metern.

## Vereine
- Glöckerlverein Frauenbiburg/Schermau